# Saint-Genest, Vosges
Saint-Genest là một xã thuộc tỉnh Vosges trong vùng Grand Est miền đông bắc nước Pháp.